# Chorinaeus labiosus
Chorinaeus labiosus là một loài tò vò trong họ Ichneumonidae.